# Noël Minga
Noël Minga Tchibinda (ur. 12 lipca 1947 w Pointe-Noire, zm. 26 kwietnia 2025 w Brazzaville) – kongijski piłkarz grający na pozycji pomocnika. W swojej karierze grał w reprezentacji Konga.

## Kariera klubowa
W swojej karierze piłkarskiej Minga grał w klubie Inter Club Brazzaville.

## Kariera reprezentacyjna
W reprezentacji Konga Minga zadebiutował w 1969 roku. W 1972 roku został powołany do kadry na Puchar Narodów Afryki 1972 i wraz z Kongiem wygrał ten turniej. Z kolei w 1974 roku zajął z Kongiem 4. miejsce w Pucharze Narodów Afryki 1974. W kadrze narodowej grał do 1975.

## Kariera trenerska
Minga dwukrotnie prowadził reprezentację Konga w latach 1992-1993 i 2001. W 1992 roku prowadził ją w Pucharze Narodów Afryki 1992.